# Szczelina w Tomanowym Grzbiecie IV
Szczelina w Tomanowym Grzbiecie IV – jaskinia w Dolinie Kościeliskiej w Tatrach Zachodnich. Wejście do niej znajduje się w Tomanowym Grzbiecie od strony Wąwozu Kraków, powyżej Kazalnicy i Szczeliny w Tomanowym Grzbiecie III, na wysokości 1796 metrów n.p.m. Długość jaskini wynosi 6 metrów, a jej deniwelacja 4,5 metrów.

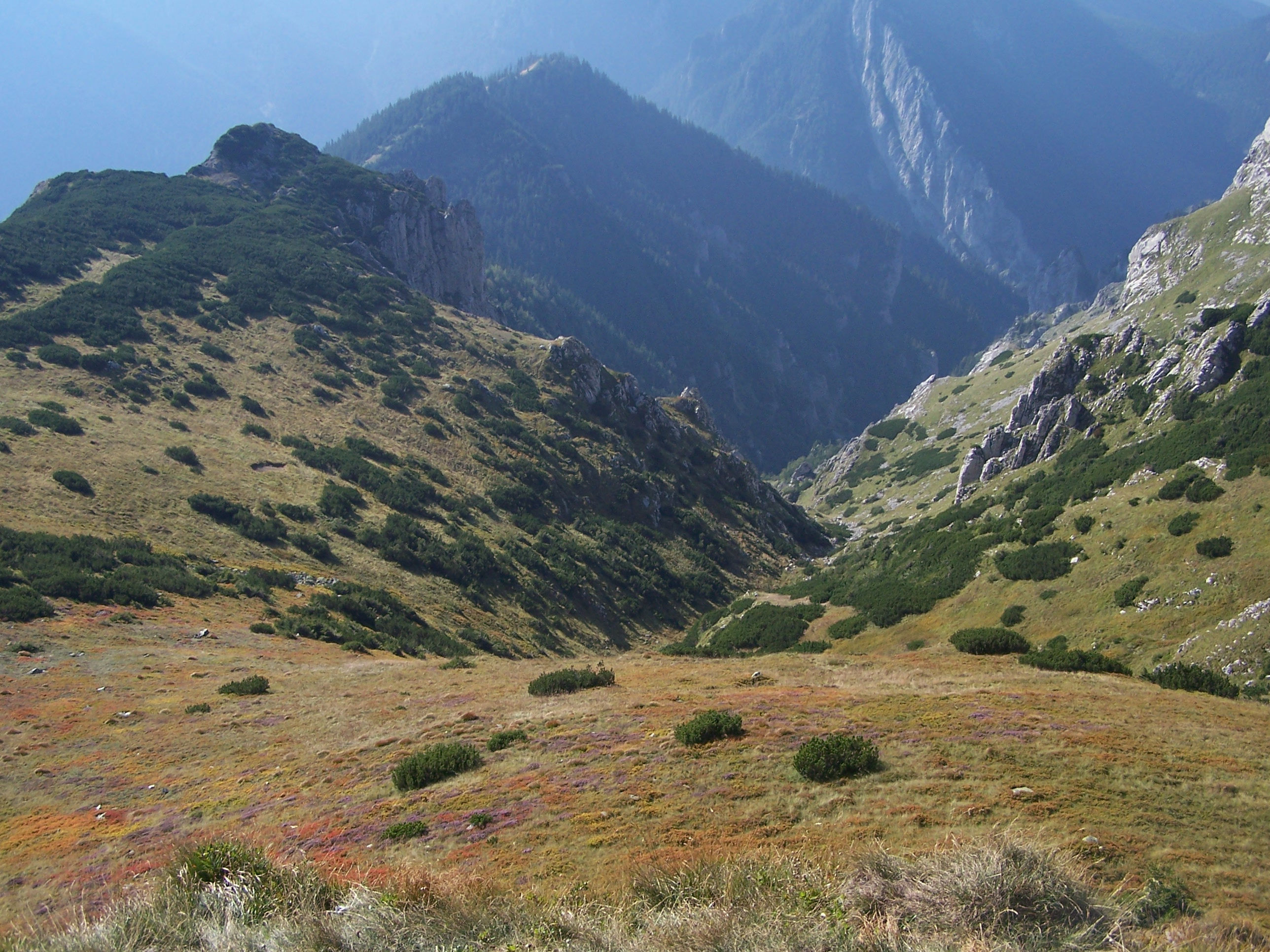
Tomanowy Grzbiet i górna część Wąwozu Kraków

## Opis jaskini
Jaskinię stanowi idący stromo do góry, szczelinowy korytarz z małymi prożkami zaczynający się w dużym otworze wejściowym, a kończący zawaliskiem. W górnej części zawaliska, za zaciskiem, znajduje się niewielka studzienka.

## Przyroda
W jaskini brak jest nacieków. Na ścianach rosną glony.

## Historia odkryć
Jaskinia była znana od dawna. Jej pierwszy plan i opis sporządziła I. Luty przy pomocy J. Iwanickiego (jr) i M. Kurczewskiego w 1994 roku.